# بطولة آسيا للتايكوندو 1984
بطولة آسيا للتايكوندو 1984 (بالإنجليزية: 1984 Asian Taekwondo Championships)‏ كانت النسخة السادسة من بطولة آسيا للتايكوندو، وأقيمت في مانيلا، الفلبين في الفترة من 9 إلى 11 نوفمبر 1984.

## ملخص الميداليات
| الحدث                       | الذهبية                                  | الفضية                          | البرونزية                            |
| --------------------------- | ---------------------------------------- | ------------------------------- | ------------------------------------ |
| وزن الذبابة الخفيف (−48 كغ) | أرنولد بارادي · الفلبين                  | تشانغ جونغ-سان · تايبيه الصينية | خالد عبد الله (تايكوندو) · البحرين   |
| وزن الذبابة الخفيف (−48 كغ) | أرنولد بارادي · الفلبين                  | تشانغ جونغ-سان · تايبيه الصينية | إس. فيسفالنغام · سنغافورة            |
| وزن الذبابة (−52 كغ)        | كيم جون-تاي (تايكوندو) · كوريا الجنوبية  | حاتم مختار · السعودية           | مايك فنتوسا · الفلبين                |
| وزن الذبابة (−52 كغ)        | كيم جون-تاي (تايكوندو) · كوريا الجنوبية  | حاتم مختار · السعودية           | رعد بن طريف · الأردن                 |
| وزن بانتام (−56 كغ)         | كوون كي-مون · كوريا الجنوبية             | طارق اللبابيدي · الأردن         | أميليتو أغريغادو · الفلبين           |
| وزن بانتام (−56 كغ)         | كوون كي-مون · كوريا الجنوبية             | طارق اللبابيدي · الأردن         | ناصر العازمي · الكويت                |
| وزن الريشة (−60 كغ)         | يانغ ميونغ-سان · كوريا الجنوبية          | لي وي-كانغ · تايبيه الصينية     | مرزوق محمد · البحرين                 |
| وزن الريشة (−60 كغ)         | يانغ ميونغ-سان · كوريا الجنوبية          | لي وي-كانغ · تايبيه الصينية     | ألف ديل أورسو · أستراليا             |
| وزن خفيف (−64 كغ)           | هان جاي-كو · كوريا الجنوبية              | لين تسونغ-يونغ · تايبيه الصينية | خليل عقيل · الأردن                   |
| وزن خفيف (−64 كغ)           | هان جاي-كو · كوريا الجنوبية              | لين تسونغ-يونغ · تايبيه الصينية | تانا سينبراسات · تايلاند             |
| وزن الوسط الخفيف (−68 كغ)   | لي جون-ميونغ · كوريا الجنوبية            | راشد مبارك · البحرين            | وو تسونغ-هوي · تايبيه الصينية        |
| وزن الوسط الخفيف (−68 كغ)   | لي جون-ميونغ · كوريا الجنوبية            | راشد مبارك · البحرين            | تشارلز رولينز (تايكوندو) · أستراليا  |
| وزن خفيف متوسط (−73 كغ)     | جيونغ كوك-هيون · كوريا الجنوبية          | جو جين-هو (تايكوندو) · أستراليا | غانم خلف · الكويت                    |
| وزن خفيف متوسط (−73 كغ)     | جيونغ كوك-هيون · كوريا الجنوبية          | جو جين-هو (تايكوندو) · أستراليا | حسين القحطاني (تايكوندو) · قطر       |
| وزن متوسط (−78 كغ)          | بارك سام-سيك · كوريا الجنوبية            | مونتري كايوثرونغ · تايلاند      | عبد الله حبيب · البحرين              |
| وزن متوسط (−78 كغ)          | بارك سام-سيك · كوريا الجنوبية            | مونتري كايوثرونغ · تايلاند      | لي يوك كييونغ · ماليزيا              |
| وزن نصف ثقيل (−84 كغ)       | كيم جونغ-سوك (تايكوندو) · كوريا الجنوبية | تشاو وين-كان · تايبيه الصينية   | ألبرت بوزون · الفلبين                |
| وزن نصف ثقيل (−84 كغ)       | كيم جونغ-سوك (تايكوندو) · كوريا الجنوبية | تشاو وين-كان · تايبيه الصينية   | مطلق العتيبي (تايكوندو) · الكويت     |
| وزن ثقيل (+84 كغ)           | كو يونغ-تشول · كوريا الجنوبية            | عايد خضر الشمري · قطر           | داني ياب · الفلبين                   |
| وزن ثقيل (+84 كغ)           | كو يونغ-تشول · كوريا الجنوبية            | عايد خضر الشمري · قطر           | فيكتور باتيمان (تايكوندو) · أستراليا |

## جدول الميداليات
*   البلد المضيف (مضيف)
| المرتبة | فريق           | ذهبية | فضية | برونزية | المجموع |
| ------- | -------------- | ----- | ---- | ------- | ------- |
| 1       | كوريا الجنوبية | 9     | 0    | 0       | 9       |
| 2       | الفلبين        | 1     | 0    | 4       | 5       |
| 3       | تايبيه الصينية | 0     | 4    | 1       | 5       |
| 4       | أستراليا       | 0     | 1    | 3       | 4       |
| 4       | البحرين        | 0     | 1    | 3       | 4       |
| 6       | الأردن         | 0     | 1    | 2       | 3       |
| 7       | قطر            | 0     | 1    | 1       | 2       |
| 7       | تايلاند        | 0     | 1    | 1       | 2       |
| 9       | السعودية       | 0     | 1    | 0       | 1       |
| 10      | الكويت         | 0     | 0    | 3       | 3       |
| 11      | سنغافورة       | 0     | 0    | 1       | 1       |
| 11      | ماليزيا        | 0     | 0    | 1       | 1       |
| المجموع | المجموع        | 10    | 10   | 20      | 40      |

## وصلات خارجية
- النتائج